# Comuna de Nisko
Nisko (polaco: Gmina Nisko) é uma gminy (comuna) na Polónia, na voivodia de Subcarpácia e no condado de Niżański. A sede do condado é a cidade de Nisko.
De acordo com os censos de 2005, a comuna tem 22 814 habitantes, com uma densidade 160,2 hab/km².

## Área
Estende-se por uma área de 142,44 km², incluindo:
- área agricola: 38%
- área florestal: 52%

## Demografia
Dados de 30 de Junho 2004:
|                      | Total   | Total | Mulheres | Mulheres | Homens  | Homens |
| -------------------- | ------- | ----- | -------- | -------- | ------- | ------ |
|                      | pessoas | %     | pessoas  | %        | pessoas | %      |
| População            | 22 550  | 100   | 11 399   | 50,5     | 11 151  | 49,5   |
| Densidade (pop./km²) | 158,3   | 100   | 80       | 80       | 78,3    | 78,3   |

De acordo com dados de 2002, o rendimento médio per capita ascendia a 1213,9 zł.

## Subdivisões
- Kończyce, Nowa Wieś, Nowosielec, Racławice, Wolina, Zarzecze.

## Comunas vizinhas
- Bojanów, Jeżowe, Pysznica, Rudnik nad Sanem, Stalowa Wola, Ulanów